# Gouchi
Gouchi este o comună rurală din departamentul Magaria, regiunea Zinder, Niger, cu o populație de 34.215 locuitori (2001).